# باول تورنر (لاعب اتحاد الرغبي)
باول تورنر (بالإنجليزية: Paul Turner)‏ هو لاعب اتحاد الرغبي بريطاني، ولد في 13 فبراير 1960 في Newbridge, Caerphilly ‏ في المملكة المتحدة.